# Gerhard Casimir Ubaghs
Gerhard Casimir Ubaghs (Berg, 26 november 1800 - Leuven, 15 februari 1875) was een Nederlands theoloog afkomstig uit Limburg.
Een groot deel van zijn leven is hij werkzaam geweest in Leuven.
In 1824 werd Ubaghs tot priester gewijd. In het jaar erop begon hij met het onderwijzen van filosofie aan het grootseminarie Rolduc. Nadat hij dit tien jaar gedaan had, verwisselde hij in 1834 Rolduc, dat in het bisdom Luik lag, voor Leuven. In 1834 was  de Katholieke Universiteit Leuven heropgericht, nadat in datzelfde jaar de onderwijsvrijheid was gerealiseerd. Ubaghs zou aan de kersverse universiteit filosofie blijven doceren tot 1860.
De ideeën van Ubaghs waren deels ontwikkeld op basis van de gedachten van Félicité Robert de Lamennais, die de liberale staat en de scheiding van Kerk en Staat wilde verzoenen met de Rooms-Katholieke Kerk. Het denksysteem van Ubaghs wordt bepaald door het traditionalisme, waarin (Gods)kennis bereikbaar wordt door de Traditie, die de openbaring belichaamt. Anderzijds herhaalt Ubaghs niet volledig de ideeën van de traditionalisten (zoals Lamennais en De Bonald). Ubaghs modificeert dit traditionalisme teruggrijpend op het occasionalisme van Nicolas Malebranch en de neothomistische school van de 19e eeuw. Daarin creëert het Zijn ("Ens") ex nihilo alle existenties (Ens creat existentias), analoog aan God ("Ens") die ex nihilo de schepping creëert (Creatio ex nihilo). God en Zijn vallen samen ("Ens"), alle andere dingen zoals de mens zijn existenties van het Zijn (God). De conclusie is dan dat alle kennis van de mens(heid) niet alleen haar oorsprong vindt in God, maar ook identiek is aan God.
Volgens Ubaghs zijn de materiële dingen eindig en via de zintuigen waarneembaar en kenbaar. De abstracte ideeën van de mens zijn daarentegen oneindig en niet uit zelfstandige kracht waarneembaar noch kenbaar; de idee van oneindigheid (en eeuwigheid) kan alleen bestaan in God. Het kennen van abstracte ideeën is daarom niet mogelijk zonder een intuïtieve aanwezigheid van God in de menselijke geest die intellectueel wordt gerecipieerd. Omdat de mens een existentie van God is, "aanschouwt" de mens God in zijn geest als het absolute Zijn. Hieruit volgt een aanwezige en intuïtieve Godskennis bij de mens. Het platonistisch aandoende idealisme van Ubaghs c.s. cirkelt rond de premisse, dat kennis van het oneindige niet herleidbaar is uit abstracties van het eindige. Begrip van de noties "universaliteit", "eeuwigheid" en "noodzakelijkheid" is direct afhankelijk van Gods aanwezigheid in de geest van de mens. De mens kan al deze noties niet zelfstandig ontdekken, maar na het aanreiken van kennis over het bestaan ervan (door middel van de taal, traditie en onderwijs) neemt de rede de morele en geloofswaarheden aan.
Geestverwanten van Ubaghs waren de Italianen Carlo Vercellone en Vincenzo Gioberti. Het ontologisme van Ubaghs was sterk verbreid in België en (vooral Zuid-)Nederland. Guido Gezelle betuigde sympathie aan deze filosofie en kwam er na 1864 door in de problemen. Het ontologisme van Ubaghs kan gemakkelijk uitgelegd worden als het ondergeschikt maken van zowel de natuurlijke als bovennatuurlijke openbaring aan de menselijke geest. Omdat de menselijke geest niet in staat is om de morele en geloofswaarheden zelfstandig te herkennen, maar dat doet als een reflectie op Gods intuïtieve aanwezigheid in elke mens, bestrijdt Ubaghs' denksysteem de mogelijkheid om alleen met de menselijke rede de morele en geloofswaarheden te kennen uit de schepping. Omdat de reflectie op Gods intuïtieve aanwezigheid gebeurt door de taal, wordt taal (en traditie, onderwijs) bepalend voor de vorm van de (o.a. bovennatuurlijke) openbaring. Bovendien wordt het bestaan van God bij Ubaghs als een geloofshandeling verstaan, die los staat van een rationele bewijsbaarheid Gods. Om deze reden werd Ubaghs in 1864 en 1866 door het leergezag teruggefloten. 

## Werken
1. Logicae seu philosophiae rationalis elementa" (6 edities, 1834-60)
2. "Ontologiae sive metaph. generalis specimen" (5 edities, 1835-63)
3. "Theodicae seu theologiae naturalis" (4 edities)
4. "Anthropoligicae philosoph. elementa" (1848)
5. "Précis de logique élémentaire" (5 edities)
6. "Précis d'anthropol. psychologique" (5 edities)
7. "Du réalisme en théologie et en philosophie" (1856)
8. "Essai d'idéologie ontologique" (1860)

- Bibliothèque nationale de France: cb106565827 (data)
- Biografisch Portaal: 68788009
- Digitale Bibliotheek voor de Nederlandse Letteren: ubag004
- Gemeinsame Normdatei: 129514764
- International Standard Name Identifier: 0000 0001 0881 3602
- Library of Congress Control Number: n86855210
- Nationale Bibliotheek van Israël: 987007273451405171
- Nederlandse Thesaurus van Auteursnamen: 071165622
- Système universitaire de documentation: 10460297X
- Virtual International Authority File: 27055012
- WorldCat: E39PBJqk6B9TQkmf7jbJmGWVYP